# Europäische Tiefebene

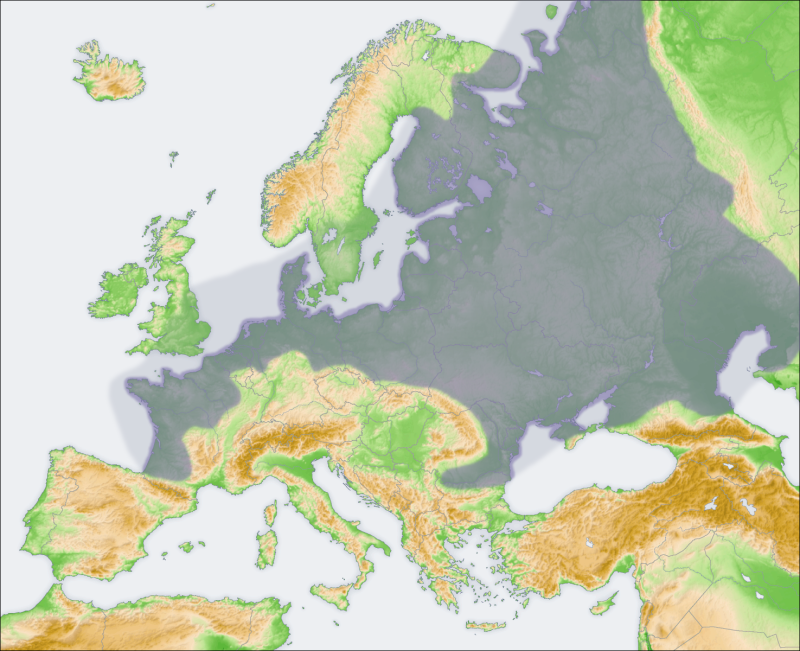
Europäische Tiefebene in Grau

Die Europäische Tiefebene, auch als Große Europäische Ebene bekannt, ist eine Ebene in Europa, die vom Atlantik bis zum Ural reicht. Es ist die größte flache Landform Europas, obwohl innerhalb dieser Region eine Reihe von Hochlandgebieten identifiziert werden können. Die Region ist unter anderem ökologisch, wirtschaftlich und politisch von herausragender Bedeutung für den europäischen Kontinent.

## Lage
Die Europäische Ebene erstreckt sich von den Pyrenäen und der französischen Küste der Biskaya im Westen bis zum russischen Uralgebirge im Osten und umfasst Teile von Frankreich, Belgien, den Niederlanden, Deutschland, Dänemark, Polen, Litauen, Lettland, Estland, Finnland, Weißrussland, Russland, der Ukraine, Moldawien, Rumänien, Bulgarien und Kasachstan. Der größte Teil der europäischen Tiefebene liegt unterhalb von 152 Metern über dem Meeresspiegel. Sie hat Küsten im Westen und Nordwesten zum Atlantikbecken, im Nordosten zum Arktischen Becken und im Südosten zum Mittelmeerbecken, einschließlich des Schwarzen Meeres. Südlich der mitteleuropäischen Tiefebene erstrecken sich die zentralen Hochländer und Hochebenen Europas, die sich zu den Gipfeln der Alpen, der Karpaten und des Balkan erheben. Im Nordwesten, jenseits des Ärmelkanals, liegen die Britischen Inseln mit ihren Tiefländern, während sich nördlich der Jütlandhalbinsel über mehrere Meerengen hinweg das Zentralschwedische Tiefland auf der Skandinavischen Halbinsel erstreckt, das Teil der Ökoregion Fennoskandinavien ist.

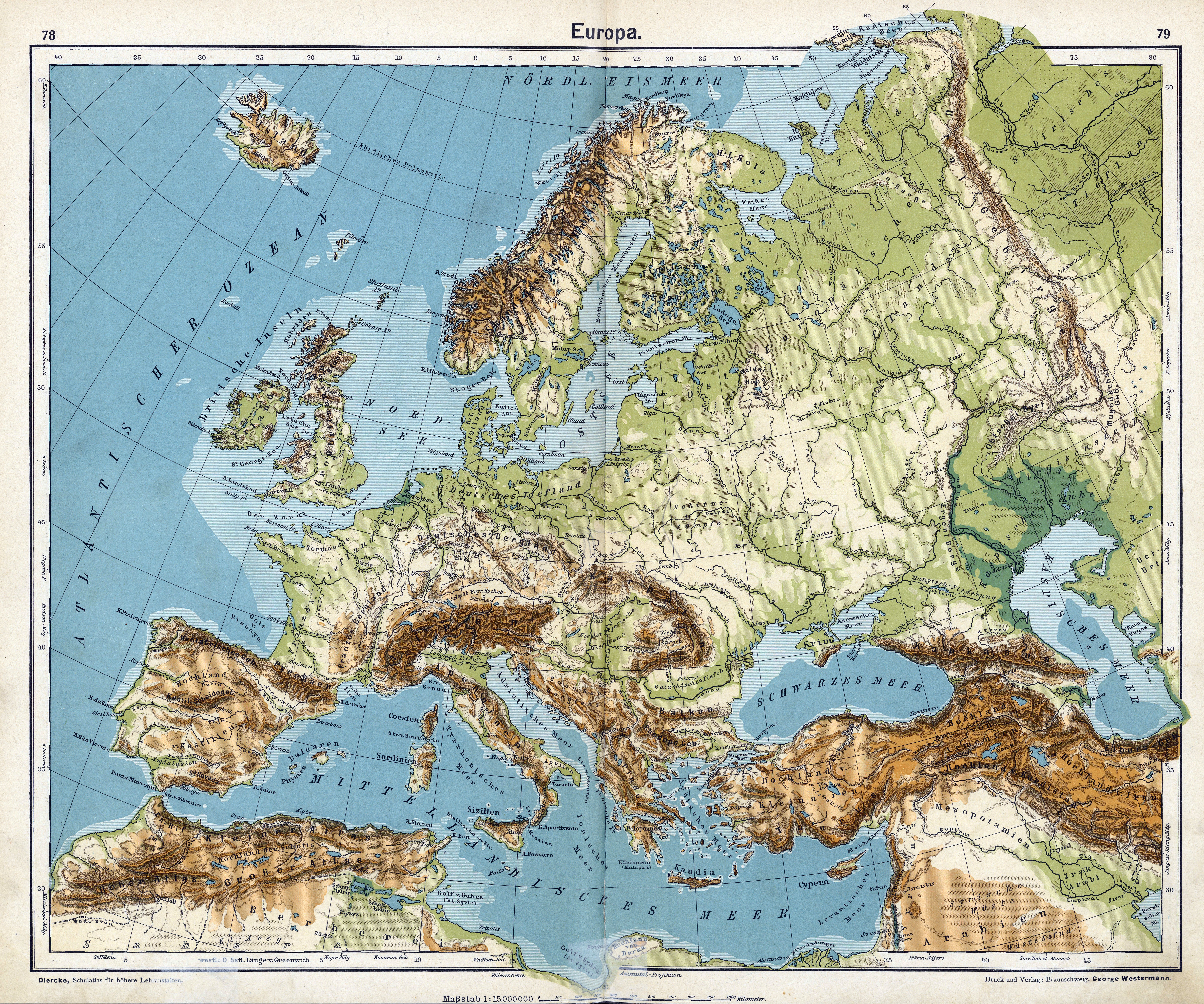
Topografische Karte Europas

Der größte Teil der Ebene liegt im gemäßigten Laub- und Mischwald Biom, während sich ihr östlicher Teil bis in die Steppe der Ökoregion Eurasische Steppe erstreckt.
Neben der Großen Europäischen Tiefebene gibt es weitere kleinere europäische Tiefebenen wie die Pannonische Tiefebene oder Mitteldonaubecken, die in Mitteleuropa liegt, die Poebene im Tal des Flusses Po, die Thrakische Tiefebene mit dem Fluss Maritsa und die Tieflandgebiete der Britischen Inseln.
Die Europäische Tiefebene ist unterteilt in die Nordeuropäische Tiefebene (auch Mitteleuropäische Tiefebene genannt) und die Osteuropäische Tiefebene. Diese Unterteilung ist eher historisch als geomorphologisch: Der russische Teil der Osteuropäischen Tiefebene ist auch als Russische Tiefebene bekannt und umfasst fast das gesamte europäische Russland.
In Westeuropa ist die Ebene relativ schmal (meist innerhalb von 320 Kilometern Breite) im nördlichen Teil Europas, verbreitert sich jedoch deutlich nach Osten hin in Westrussland.

## Hydrologie
Die Ebenen werden von vielen wichtigen Flüssen durchzogen, darunter die Loire, der Rhein und die Weichsel im Westen, die Nördliche Dwina und die Daugava, die in Osteuropa und Russland nach Norden fließen, sowie die Wolga, der Don und der Dnjepr, die südlich von Europäisch-Russland fließen.

### Angrenzende Gewässer
- Ostsee
- Biskaya
- Schwarzes Meer
- Kaspisches Meer
- Ärmelkanal
- Bottnischer Meerbusen
- Nordsee
- Asowsches Meer
- Weißes Meer

## Ökologie
Die europäische Tiefebene war einst weitgehend von Wald bedeckt, bevor es zu menschlicher Besiedlung und der damit einhergehenden Entwaldung kam. Einer der letzten (und größten) Überreste dieses Urwaldes ist der Białowieża-Urwald, der sich über die Grenze zwischen Weißrussland und Polen erstreckt. Die südöstlichen Abschnitte der Tiefebene (Ukraine, südliches Russland) liegen bereits im Übergang zur Steppenzone: Hier dominieren ursprüngliche Graslandschaften, die auf nährstoffreichen Schwarzerdeböden wachsen. Dieser semiarid geprägte Steppengürtel geht nach Norden hin in eine immer feuchtere Waldsteppe und schließlich in geschlossene Laubwälder über. Im äußersten Nordosten (etwa im russischen Teil bis an den Arktischen Ozean) schließt sich jenseits der Tiefebene die Zone der borealen Nadelwälder (Taiga) und Tundren an.

## Wirtschaft
Wirtschaftlich zählt die Europäische Ebene zu den Kernräumen Europas. Sie verfügt über ausgedehnte Agrarflächen mit zum Teil hervorragenden Böden. Besonders der Lössgürtel am Südrand (von Nordfrankreich über die Magdeburger Börde bis in die Ukraine) sowie die osteuropäischen Schwarzerde-Regionen bilden Europas wichtigste Produktionszonen für Getreide und andere Feldfrüchte. Neben der Landwirtschaft spielen auch Bodenschätze eine Rolle: Entlang der Tiefebene erstrecken sich reiche Kohle- und Erzvorkommen, die seit dem 19. Jahrhundert die Industrialisierung förderten. Bedeutende Steinkohlereviere liegen z. B. im Ruhrgebiet (Deutschland), in Oberschlesien (Polen) und im Donbass (Ukraine). Diese Lagerstätten bildeten die Grundlage für Schwerindustrien (Stahl, Maschinenbau, Chemie) und führten zur Entstehung großer Industrieregionen am Rande bzw. innerhalb der Tiefebene. So entwickelte sich der Raum Ruhrgebiet–Randstad (Deutschland/Benelux) zu einem der dichtesten Industrie- und Ballungsräume der Welt.
Aufgrund der günstigen Relief- und Klimaverhältnisse konnten sich hier früh Städte und Verkehrsnetze entwickeln. Viele der größten Metropolregionen Europas liegen in der Ebene – dazu zählen Paris (im Pariser Becken), Berlin, Hamburg, Warschau, Kiew und Moskau im Osten. Diese Zentren sind durch Autobahnen, Bahntrassen und Wasserstraßen eng miteinander verflochten. Zahlreiche Häfen an Nord- und Ostsee (z. B. Rotterdam, Antwerpen, Hamburg, Danzig) sowie Odessa im Schwarzen Meer verbinden den kontinentalen Zentralraum mit dem Welthandel. Die flache Topografie begünstigt den Ausbau moderner Infrastruktur: So verlaufen internationale Transitkorridore wie die Europastraße 40 oder die Schienen-Magistrale Berlin–Moskau schnurgerade durch die Ebene.

## Geopolitik
Die große, ununterbrochene Ebene der Europäischen Tiefebene bietet nur sehr wenig geografischen Schutz vor Invasionen. Historisch waren die Ebenen Schauplatz zahlreicher Schlachten und Feldzüge, da sie einen relativ einfachen Zugang zu den Nachbarländern und Armeen einen offenen Raum zum Manövrieren bieten. Mangels natürlicher Barrieren gab es wiederholt Migrationen, Grenzverschiebungen und Invasionen innerhalb der Ebene, etwa den Vormarsch Napoleons 1812 oder Hitlers Überfall auf die Sowjetunion 1941. Dies war ein anhaltendes Problem für Staaten, deren Kerngebiete in der europäischen Ebene liegen, insbesondere für Preußen (später Deutschland), Russland, Polen und Frankreich, wobei letzteres nach 1870 dreimal über die Ebene angegriffen wurde, wobei zwei Angriffe zur Besetzung des Landes führten. Während des Kalten Krieges verlief der Eiserne Vorhang quer durch diese Ebene (entlang der innerdeutschen Grenze), was die Region politisch in Ost und West teilte. Nach 1990 entstand ein neuer Ost-West-Konflikt um die geopolitische Ausrichtung der Ukraine, der geopolitische Denker wie Zbigniew Brzeziński eine hohe Bedeutung beimessen und dessen Kontrolle eine wichtige Rolle für Russlands Großmachtpolitik spielt.